# Дрляноваць
45°48′ пн. ш. 17°00′ сх. д. / 45.8° пн. ш. 17° сх. д.
Дрляноваць (хорв. Drljanovac) — населений пункт у Хорватії, у Б'єловарсько-Білогорській жупанії у складі громади Нова Рача.

## Населення
Населення за даними перепису 2011 року становило 242 осіб.
Динаміка чисельності населення поселення: